# J. G. Burg
J. G. Burg (eigentlich Josef Ginsburg; auch Joseph bzw. Ginzburg geschrieben; * 1908 in Czernowitz; † 1990 in München) war das Pseudonym eines österreichisch-jüdischen Journalisten, der als Entlastungszeuge von Kriegsverbrechern und Holocaustleugnern bekannt wurde. Seine Werke, von denen mehrere durch Gerichtsbeschlüsse beschlagnahmt wurden, zirkulieren in rechtsextremistischen Kreisen, die auch Online-Fassungen bereitstellen.

## Leben
Josef Ginsburg wurde 1908 als achtes und jüngstes Kind streng religiöser, jüdischer Eltern in der damals österreichischen Stadt Czernowitz geboren und lernte dort den Beruf des Buchbinders. Sein Vater Zwi stammte ursprünglich aus Schitomir im Russischen Reich (heute Ukraine), wuchs aber in Tłuste im damals österreichisch-ungarischen Galizien auf. 
Die Eltern Josef Ginsburgs lebten zunächst im ostgalizischen Zaleszczyki, bevor sie in das damals mehrheitlich deutschsprachige Czernowitz übersiedelten.
Kurz vor Beginn des Zweiten Weltkrieges war Burg aus beruflichen Gründen in das inzwischen polnische Lemberg gezogen, während Frau und Sohn noch in Czernowitz lebten und bald nachziehen sollten.
Nach Kriegsbeginn flüchtete er noch im September 1939 von Lemberg zurück in seine Geburtsstadt Czernowitz, die seit 1918 zu Rumänien gehörte, aber bereits im Juli 1940 von der Sowjetunion annektiert und in die Ukrainische Sozialistische Sowjetrepublik eingegliedert wurde. Nach dem deutschen Überfall auf die Sowjetunion zog sich die Rote Armee aus Czernowitz zurück, ukrainische Partisanen ermordeten bereits vor Ankunft der deutschen Streitkräfte zahlreiche Juden in der näheren Umgebung der Stadt. Am 5. Juli 1941 eroberten deutsche und rumänische Truppen Czernowitz und zwangen die jüdischen Bewohner zum Leben im Ghetto. Ginsburg versteckte sich jedoch und wurde 1941, wie zahlreiche rumänische Juden, nach Transnistrien deportiert, wo viele Deportierte nur durch auswärtige Hilfslieferungen überleben konnten. Von den einheimischen Bauern erhielt Ginsburg als Gegenleistung für Vorlesen und Schreibarbeiten zusätzliche Lebensmittel, die ihm und seiner Familie das Überleben sicherten. Im Frühjahr 1944 eroberte die Rote Armee Transnistrien zurück. Die sowjetische Verwaltung registrierte alle Arbeitsfähigen für den Wiederaufbau des kriegszerstörten Donbass. Um der Zwangsarbeit zu entgehen, flüchtete Ginsburg mit seiner Familie nach Westen, zuerst nach Czernowitz, 1945 nach Breslau und 1946 nach München, wo er zunächst in einem der zahlreichen DP-Lager untergebracht wurde. Ginsburg widmete sich dem Lederhandel, während seine Frau 1947 in München ein koscheres Restaurant eröffnete. Als Zuhörer im Nürnberger Prozess gegen Reichsbankpräsident Hjalmar Schacht hörte Ginsburg erstmals vom Madagaskarplan. Schachts Behauptung, dass alliierte Staaten eine Mitschuld auf sich geladen hätten, sowie die beschämenden Ereignisse der Konferenz von Évian bestärkten Ginsburg in seiner Überzeugung, dass Alliierte und Zionisten durch ihre Untätigkeit den Holocaust bewusst in Kauf genommen hätten.
Im Sommer 1949 zog Josef Ginsburg mit seiner Familie nach Israel. Dieser junge Staat konnte jedoch nicht allen 500.000 Neueinwanderern, die zwischen 1948 und 1950 aus europäischen und arabischen Ländern Israel erreichten, Arbeitsplätze und Wohnraum bieten. Im August 1950 zog Ginsburg zurück nach Deutschland und arbeitete wieder als Buchbinder in München.
Kurz nach dem Eichmann-Prozess in Jerusalem veröffentlichte J. G. Burg seine Tagebuchaufzeichnungen. 1962 erschien seine Autobiografie Schuld und Schicksal – Europas Juden zwischen Henkern und Heuchlern, in der J. G. Burg den Staat Israel und führende jüdische Organisationen heftig kritisierte. Burg bezeichnete das Ha’avara-Abkommen als Form der Zusammenarbeit zwischen Zionismus und Nationalsozialismus. Er unterstellt, dass Judenräte sich durch Unterschlagung von Hilfslieferungen persönlich bereichert hätten, und erwähnt das 1952 durch ehemalige Mitglieder der zionistischen Untergrundorganisation Irgun geplante Attentat auf Konrad Adenauer.
Seit den 1960er Jahren schrieb J. G. Burg regelmäßige Beiträge für die Deutsche Soldaten-Zeitung und die Deutsche Wochen-Zeitung des rechtsextremen Verlegers Gerhard Frey.
Im Frühjahr 1967 wurde der Gestapoleiter Hans Krüger, der 1941 für die Deportation der Juden in Stanislau verantwortlich war, vor dem Landgericht Münster wegen Mordes angeklagt. Als Entlastungszeuge bestritt J. G. Burg die in der Anklageschrift genannte Zahl der Opfer und wies darauf hin, dass zahlreiche Juden auf unterschiedliche Art und Weise den Holocaust überlebt hätten. Seine Behauptung, jüdische Kollaborateure hätten sich an zahlreichen Deportationen aktiv beteiligt, erregte in der Öffentlichkeit Aufsehen und Empörung. Im Sommer 1967 wurde J. G. Burg am Grab seiner Frau von unbekannten Tätern verprügelt.
J. G. Burg beschuldigte den Mossad, für den Brand des Jüdischen Altersheims in der Reichenbachstraße am 13. Februar 1970 verantwortlich zu sein. Zu den Opfern gehörte auch seine ehemalige Jugendfreundin aus Czernowitz, Rivka Regina Becher. Während der Kreisky-Wiesenthal-Affäre übernahm er die Behauptung Bruno Kreiskys, der seinem Kontrahenten Simon Wiesenthal Kollaboration mit der Gestapo unterstellte. Kreisky wurde in Österreich für diese Unterstellung wegen übler Nachrede verurteilt.
1982 wurde Burg freiwillig Informant des KGB, 1984 auch des Ministeriums für Staatssicherheit der DDR (MfS). Er berichtete unter anderem über seine Kontakte zu Frey und dem rechtsextremen ehemaligen Wehrmachtsgeneral Otto Ernst Remer sowie dessen moskaufreundliche „Die Deutsche Freiheitsbewegung“ und versuchte, für seine antisemitischen Veröffentlichungen finanzielle Unterstützung zu erhalten. Das MfS zahlte ihm zwar 6.200 DM „für übergebene Informationen“, versuchte jedoch ohne Erfolg, ihn von der Förderung von Remers Bestrebungen abzuhalten und ihn nur als Beobachter einzusetzen. Nachdem er gegenüber dem MfS den Mossad bezichtigt hatte, hinter der Schleyer-Entführung und dem Olympia-Massaker zu stecken und zudem ein Attentat auf den DDR-Staatsratsvorsitzenden Erich Honecker zu planen, entschied das MfS 1986, die Zusammenarbeit mit Burg nicht fortzusetzen.
Im Jahr 1988 trat er als Zeuge der Verteidigung im Gerichtsverfahren gegen Holocaustleugner Ernst Zündel auf.

## Werke
- Schuld und Schicksal – Europas Juden zwischen Henkern und Heuchlern, 3. Aufl. München, 1962
- Majdanek in alle Ewigkeit?, Ederer Verlag München, 1979 (beschlagnahmt 1979)
- Holocaust des schlechten Gewissens unter Hexagramm Regie, Ederer, 1979
- Zionnazi Zensur in der BRD, Ederer, 1980 (beschlagnahmt 1989)
- Ich klage an, Ederer, 1982.
- Das Tagebuch (beschlagnahmt 1987) Ederer-Verlag 3. Auflage 1980
- Sündenböcke (beschlagnahmt 1983)
- Verschwörung des Verschweigens (beschlagnahmt 1989)
- Der jüdische Eichmann und der bundesdeutsche Amalek (beschlagnahmt 1989)
- Terror und Terror (beschlagnahmt 1989)
- Gesinnungsjustiz in der CIA-Mossad-BRD
- Holocaust des schlechten Gewissens
- Zions trojanisches Galapferd